# Chapelle des ducs d'Alençon
La chapelle des ducs d'Alençon est un édifice situé à Essay, dans le département français de l'Orne en région Normandie.

## Localisation
Le bâtiment est situé dans le département français de l'Orne, au nord du bourg d'Essay.

## Architecture
Les façades et les toitures de la chapelle, ainsi que la motte féodale sur laquelle elle est construite sont inscrites au titre des monuments historiques depuis le 10 juin 1975.